# Pakistan na Zimowych Igrzyskach Olimpijskich 2018
Pakistan na Zimowych Igrzyskach Olimpijskich 2018 – występ kadry sportowców reprezentujących Pakistan na igrzyskach olimpijskich w Pjongczangu w 2018 roku.
W kadrze znalazło się dwóch zawodników – jeden biegacz narciarski i jeden narciarz alpejski. Funkcję chorążego reprezentacji Pakistanu podczas ceremonii otwarcia i zamknięcia pełnił alpejczyk Muhammad Karim. Reprezentacja Pakistanu weszła na stadion jako 81. w kolejności podczas ceremonii otwarcia i 82. podczas ceremonii zamknięcia, w obu przypadkach pomiędzy ekipami z Tonga i Portugalii.
Był to 3. start reprezentacji Pakistanu na zimowych igrzyskach olimpijskich i 20. start olimpijski, wliczając w to letnie występy.

## Skład reprezentacji

### Biegi narciarskie
| Konkurencja                                         | Zawodnik   | Czas    | Strata   | Miejsce |
| --------------------------------------------------- | ---------- | ------- | -------- | ------- |
| Bieg indywidualny mężczyzn na 15 km stylem dowolnym | Syed Human | 45:19,1 | +11:35,2 | 108.    |

### Narciarstwo alpejskie
| Konkurencja            | Zawodnik       | Przejazd 1 | Przejazd 1 | Przejazd 2 | Przejazd 2 | Czas łączny | Miejsce |
| Konkurencja            | Zawodnik       | Czas       | Miejsce    | Czas       | Miejsce    | Czas łączny | Miejsce |
| ---------------------- | -------------- | ---------- | ---------- | ---------- | ---------- | ----------- | ------- |
| Slalom mężczyzn        | Muhammad Karim | DNF        | DNF        | DNS        | DNS        | DNF         | DNF1    |
| Slalom gigant mężczyzn | Muhammad Karim | 1:27,53    | 82.        | 1:26,51    | 72.        | 2:54,04     | 72.     |